# 碇谷敦
碇谷 敦（いかりや あつし）は日本のアニメーター、キャラクターデザイナー、アニメ監督。板垣 敦（いたがき あつし）の名義で活動していたが、2011年以降、主に碇谷敦名義で活動している。

## 来歴・人物
元オー・エル・エム所属。動画マンとして活躍し、後に原画マンに昇格。作画監督を担当する事は比較的少ないが、キャラクターデザインに恥じぬ作画で知られている。難度の高い動きのカットを得意とし、主に戦闘シーンやメカニックに多く見られる。『天元突破グレンラガン』では第二原画ながらも、得意なアクション原画を引き出した。
一時期はWHITE FOXに席を置き、原画マン、作画監督、キャラクターデザイナーとして活動していた。
2017年に公開された短編アニメーション、『さくらインターネット 新生』にて初監督を務める。本作では、監督の他に絵コンテ・演出、作画監督、原画を一人で務めた。
アニメーターの須藤友徳とは専門学校時代の同級生であり、須藤が参加する作品でキャラクターデザイン、演出を担当することがある。その影響でufotableへの参加も多い。
名義の変更は結婚により名字が変わったことによるもの。

## 主な参加作品

### テレビアニメ
1999年
- 鋼鉄天使くるみ（1999年 - 2000年、動画）

2000年
- ポケットモンスター（動画）

2001年
- こみっくパーティー（動画）
- 鋼鉄天使くるみ2式（動画）

2003年
- コロッケ!（キャラクターデザイン補佐、原画）

2004年
- 陸奥圓明流外伝 修羅の刻（原画、第二原画）
- 絢爛舞踏祭 ザ・マーズ・デイブレイク（原画）
- ニニンがシノブ伝（作画監督、原画）
- KURAU Phantom Memory（原画）

2005年
- フタコイ オルタナティブ（原画）
- ゾイドジェネシス（原画）
- ふしぎ星の☆ふたご姫（原画）
- あかほり外道アワーらぶげ（原画）
- 交響詩篇エウレカセブン（2005年 - 2006年、作画監督、原画、第二原画）
- SHUFFLE!（原画）

2006年
- Ergo Proxy（原画）
- 桜蘭高校ホスト部（作画監督、作画監督補佐、原画）
- うたわれるもの（原画）
- コヨーテ ラグタイムショー（OP原画、原画）
- シュヴァリエ 〜Le Chevalier D'Eon〜（原画）
- コードギアス 反逆のルルーシュ（2006年 - 2007年、原画、作画監督、作監協力、作画監督補佐）

2007年
- がくえんゆーとぴあ まなびストレート!（OP原画、原画、第二原画〈DVD7巻に収録〉）
- SHUFFLE! MEMORIES（原画）
- THE SKULLMAN（原画）
- ながされて藍蘭島（第二原画）
- 天元突破グレンラガン（原画、第二原画）

2008年
- さよなら絶望先生（原画〈13話Bパート〉）
- コードギアス 反逆のルルーシュR2（OP原画、原画、作画監督）

2009年
- ティアーズ・トゥ・ティアラ（OP原画）
- 戦国BASARA（ED原画）
- 東京マグニチュード8.0（原画）
- 11eyes（OP原画）

2010年
- 刀語（虚刀流設定協力、作画監督、原画、OP原画）
- HEROMAN（OP原画）
- パンティ&ストッキングwithガーターベルト（原画）

2011・2012年
- Fate/Zero（キャラクターデザイン〈須藤友徳と共同〉・作画監督）

2013年
- はたらく魔王さま！（キャラクターデザイン・総作画監督）

2014年
- アカメが斬る!（絵コンテ、演出、作画監督、原画、メカデザイン・メカ作画監督）
- Fate/stay night [Unlimited Blade Works]（キャラクターデザイン・総作画監督〈須藤友徳、田畑壽之と共同〉、作画監督、原画）

2015年
- ミカグラ学園組曲（原画）
- うたわれるもの 偽りの仮面（絵コンテ、演出、原画）

2016年
- テラフォーマーズ リベンジ（キャラクターデザイン・総作画監督）

2020年
- ID:INVADED イド:インヴェイデッド（キャラクターデザイン・総作画監督、絵コンテ・演出、作画監督）
- Re:ゼロから始める異世界生活（作画監督）

2022年
- 錆喰いビスコ（監督・キャラクターデザイン・絵コンテ・演出、作画監督）

2024年
- 怪獣8号（作画監督）

### 劇場アニメ
2000年
- 劇場版ポケットモンスター 結晶塔の帝王 ENTEI（動画）
- ピチューとピカチュウ（動画）

2001年
- 劇場版ポケットモンスター セレビィ 時を超えた遭遇（動画）

2002年
- 劇場版ポケットモンスター 水の都の護神 ラティアスとラティオス（原画）

2007年
- ヱヴァンゲリヲン新劇場版:序（原画）
- 空の境界（原画）

2009年
- 超劇場版ケロロ軍曹 撃侵ドラゴンウォリアーズであります!（原画）
- ヱヴァンゲリヲン新劇場版:破（原画）
- 劇場版 NARUTO -ナルト- 疾風伝 火の意志を継ぐ者（原画）

2012年
- ヱヴァンゲリヲン新劇場版:Q（原画）

2013年
- 映画ドラえもん のび太のひみつ道具博物館（第二原画）

2014年
- アルモニ（キャラクターデザイン・作画監督）

2017年
- Fate/stay night [Heaven's Feel] I.presage flower（キャラクターデザイン、演出、原画）

2019年
- コードギアス 復活のルルーシュ（原画）

2021年
- シン・エヴァンゲリオン劇場版（原画）

### OVA
2001年
- ポケットモンスター サイドストーリー「がんばれ!前向きロケット団」（原画）

2005年
- 最終兵器彼女 Another love song（原画）

2011年
- .hack//Quantum（原画）
- 武装神姫（-2012年、キャラクターデザイン・作画監督・総作画監督）

### Webアニメ
2008年
- 亡念のザムド（原画）

2015年
- 日本アニメ（ーター）見本市 『ヒストリー機関』（キャラクターデザイン・作画監督）

2017年
- さくらインターネット 新生（アニメーション監督・作画監督・原画）

2024年
- 餓狼伝: The Way of the Lone Wolf（監督・キャラクターデザイン・総作画監督）